# Sébastien Jallade
Sébastien Jallade est un anthropologue, écrivain et documentariste franco-argentin né le 8 mars 1973 à Washington (district de Columbia).

## Biographie
Historien de formation, Sébastien Jallade vit et travaille à Lima depuis 2007. Chercheur associé à l'Institut Français d'Etudes Andines (IFEA), il se consacre à la réalisation de films documentaires et à des travaux sur les questions relatives aux politiques publiques du passé (mémoire du conflit armé et patrimoine) au Pérou.
Il est le réalisateur du film Nada queda sino nuestra ternura (Rien ne reste sinon notre tendresse) et coauteur du documentaire 'Qhapaq Ñan, la voix des Andes' (réalisé par Stéphane Pachot), tiré de 17 mois de marche dans la Cordillère des Andes. Outre un essai poétique, 
'L’Appel de la route, Petite mystique du voyageur en partance', qui condense quatre années de réflexions sur le sens du départ dans les sociétés modernes, il a aussi publié 
'Espíritu Pampa, Sur les chemins des Andes', qui dépeint des rencontres et des lieux où les croyances se mêlent, où les époques se croisent ou s’ignorent, et qui dessinent une réalité originale des Andes, celle de régions écartelées par la géographie et l’histoire.